# Hilmar Baumann
Hilmar Baumann (* 7. Januar 1939 in Ludwigsfelde, Landkreis Teltow; † 27. Januar 2018 in Berlin) war ein deutscher Film- und Theaterschauspieler, der in über 80 Filmproduktionen der DEFA und des DFF mitgewirkt hat.

## Leben
Nach dem Ende des Zweiten Weltkrieges wurde sein Vater mitsamt seiner Familie von der Roten Armee in die Sowjetunion verschleppt. Nachdem die Familie 1953 wieder nach Deutschland zurückkehren durfte, holte Baumann sein Abitur nach und arbeitete ein paar Monate in einem Motorenwerk in Roßlau, ehe er sich 1958 für ein Schauspielstudium an der
Hochschule für Film und Fernsehen Potsdam entschied. Das Studium beendete er 1961 mit Auszeichnung, es folgten Theaterengagements in Bautzen, Halle und ab 1968 am Maxim-Gorki-Theater zu Berlin, wo er bis zu seiner Verrentung als Schauspieler arbeitete.
Neben der Bühnenarbeit war er auch bei ostdeutschen Filmproduktionen der DEFA und des DFF tätig. Zu seinen bekanntesten Rollen gehörten die Goethe-Verfilmungen der 1970er Jahre des Filmregisseurs Egon Günther, wie Die Leiden des jungen Werthers (1977).

## Filmografie (Auswahl)
- 1960: Begegnung im Zwielicht (Spotkania w mroku)
- 1961: Das Rabauken-Kabarett
- 1964: Der geteilte Himmel
- 1964: Das Lied vom Trompeter
- 1971: Zeit der Störche
- 1973: Die Taube auf dem Dach
- 1973: Das zweite Leben des Friedrich Wilhelm Georg Platow
- 1973: Der Wüstenkönig von Brandenburg
- 1974: Warum kann ich nicht artig sein
- 1975: Jenny
- 1975: Lotte in Weimar
- 1976: Unser stiller Mann
- 1976: Die Leiden des jungen Werthers
- 1977: Unterwegs nach Atlantis
- 1977: Dantons Tod (TV-Studioaufzeichnung)
- 1978: Jörg Ratgeb, Maler
- 1978: Clavigo (TV-Studioaufzeichnung)
- 1977/1979: Feuer unter Deck
- 1978: Über sieben Brücken mußt du gehn
- 1978: Sieben Sommersprossen
- 1979: Ich - dann eine Weile nichts
- 1979: Hochzeit in Weltzow (Fernsehfilm)
- 1979: P.S.
- 1980: Don Juan – Karl-Liebknecht-Str. 78
- 1980: Die Schmuggler von Rajgrod
- 1980: Levins Mühle
- 1981: Die Stunde der Töchter
- 1981: Spuk im Hochhaus
- 1981: Kippenberg (Fernsehfilm)
- 1982: Das Fahrrad
- 1982: Märkische Forschungen
- 1983: Martin Luther
- 1984: Drei Schwestern (Fernsehfilm)
- 1984: Kaskade rückwärts
- 1984: Hälfte des Lebens
- 1985: Unternehmen Geigenkasten
- 1986: Fahrschule
- 1988: Polizeiruf 110: Der Mann im Baum (TV-Reihe)
- 1988: Ich liebe dich – April! April!
- 1990: Pause für Wanzka (Fernsehfilm)
- 1990: Alter Schwede
- 1990: Die Übergangsgesellschaft (TV-Aufzeichnung 1990)
- 1991: Der Tangospieler
- 1992: Tandem (Fernsehfilm)
- 1999: Move On Up
- 2001: Der Hauptmann von Köpenick
- 2001: Toter Mann

## Theater
- 1968: Seán O’Casey: Der Stern wird rot (Arbeiter) – Regie: Kurt Veth (Maxim-Gorki-Theater Berlin)
- 1969: Michail Schatrow: Bolschewiki (Volkskommissar) – Regie: Fritz Bornemann (Maxim-Gorki-Theater Berlin)
- 1969: Nikolai Gogol: Der Revisor (Falscher Revisor) – Regie: Hans-Georg Simmgen (Maxim-Gorki-Theater Berlin)
- 1970: Ernst Ottwalt: Kalifornische Ballade (mehrere Rollen) – Regie: Fritz Bornemann (Maxim-Gorki-Theater Berlin)
- 1970: Klaus Wolf: Lagerfeuer (Neuerer) – Regie: Achim Hübner/Fritz Bornemann (Maxim-Gorki-Theater Berlin)
- 1971: Jewgeni Schwarz: Der Schatten (Gelehrter) – Regie: Fritz Bornemann (Maxim-Gorki-Theater Berlin)
- 1972: Gotthold Ephraim Lessing: Minna von Barnhelm (Leutnant Riccaud) – Regie: Albert Hetterle (Maxim-Gorki-Theater Berlin)
- 1972: William Congreve: Liebe für Liebe (Valentine) – Regie: Karl Gassauer (Maxim-Gorki-Theater Berlin)
- 1974: Michail Schatrow: Das Wetter für morgen (Komsomolgruppenorganisator) – Regie: Albert Hetterle (Maxim-Gorki-Theater Berlin)
- 1977: Rudi Strahl: Arno Prinz von Wolkenstein oder Kader entscheiden alles – Regie: Karl Gassauer (Maxim-Gorki-Theater Berlin)
- 1983: Molière: Die gelehrten Frauen (Trissotin) – Regie: Karl Gassauer (Maxim-Gorki-Theater Berlin)

## Hörspiele
- 1970: Stephan Hermlin: Scardanelli (Waiblinger) – Regie: Fritz Göhler (Hörspiel – Rundfunk der DDR)
- 1970: Armand Lanoux: Der Hüter der Bienen (Puig) – Regie: Fritz Göhler (Hörspiel – Rundfunk der DDR)
- 1971: Heinrich Mann: Die Jugend des Königs Henri Quatre – Regie: Fritz Göhler (Hörspiel – Rundfunk der DDR)
- 1971: Heinrich Mann: Die Vollendung des Königs Henri Quatre – Regie: Fritz Göhler (Hörspiel – Rundfunk der DDR)
- 1973: Bertolt Brecht: Leben des Galilei – Regie: Fritz Göhler (Hörspiel – Rundfunk der DDR)
- 1990: Valerie Radtke: Mein großer Brief – Regie: Horst Liepach (Hörspiel – Funkhaus Berlin)